# 에릭 로스
에릭 로스(Eric Roth, 1945년 3월 22일 ~ )는 미국의 각본가이다. 1994년 《포레스트 검프》로 아카데미 각색상을 수상하였다.